# 제령
제령(制令) 또는 조선총독부제령(朝鮮總督府制令)은 조선총독이 발하는 명령이다.
제령은 칙재(勅裁, 덴노의 재가)를 받아야 하는 것으로, 조선총독 고유의 권한으로 발하는 조선총독부령(朝鮮總督府令)과는 다른 것이다.

## 개요
조선에 시행해야할 법령에 관한 건(朝鮮に施行すべき法令に関する件, 메이지 43년 칙령 제324호) 또는 조선에 시행해야할 법령에 관한 법률(朝鮮に施行すべき法令に関する法律, 메이지 44년 법률 제30호)에 근거하여 발하는 명령이다. 일제강점기 조선은 외지(外地)로 분류되어 일본 제국의 법률과 칙령 대부분은 조선에는 적용되지 않았다. 따라서 조선 지역에 시행할 법률이 필요할 경우 조선총독의 명령으로 규정해야 했고, 이를 「제령」이라고 불렀다. 이는 조선총독이 행정권 뿐만 아니라 입법권까지 행사할 수 있다는 것을 의미한다. 단, 제령은 특별히 조선에 시행하기 위해 제정된 법률이나 칙령(예를 들어 조선총독부관제 등)에 저촉될 수는 없었다.
제령은 내각총리대신을 경유하여 칙재를 받아야 하지만, 형식상으로는 조선총독의 명령으로 표시되었다. 긴급한 상황에서는 칙재를 받지 않고 즉시 발할 수도 있지만, 이 경우 즉시 칙재를 신청해야 하고, 칙재를 받지 못할 경우 효력이 무효가 됨을 공포해야 한다.
대한민국 정부 수립 이후에도 제헌 헌법 제100조의 규정에 따라 헌법에 저촉되지 않는 한 유효했고, 이때 제령은 법률과 같은 것으로(조선총독부령은 대통령령으로) 간주되었다. 점차 대한민국의 법률로 대체되었고, 1961년에 제정된 「구법령정리에관한특별조치법」에 따라 남아있던 제령은 조선총독부령, 군정법령 등과 함께 1962년 1월 20일자로 모두 폐지되었다.